# Zelotes icenoglei
Zelotes icenoglei este o specie de păianjeni din genul Zelotes, familia Gnaphosidae, descrisă de Norman I. Platnick și Shadab, 1983. Conform Catalogue of Life specia Zelotes icenoglei nu are subspecii cunoscute.